# Марко Ђуровски
Марко Ђуровски (Београд, 27. септембар 1983) српски је хип-хоп музичар, продуцент и ди-џеј.

## Биографија
Син је српског фудбалера Милка Ђуровског, а стриц му је Бошко Ђуровски. Брат Марио је такође фудбалер, браћа нису била у контакту са оцем након развода родитеља.  Током школовања завршио је гимназију у Београду, а потом студирао менаџмент на тадашњем Универзитету Браћа Карић, са ког је дипломирао 2008. године. Године 2010. учествовао је у ријалити шоу Фарма, а потом је био водитељ ријалити програма Телефон на ТВ Пинк. Некада је био фудбалер, а од 2015. године је власник бренда FAKE WEAR,  који производи одећу.
Музиком се бави 1998. године. Најпре се бавио музиком као ди-џеј, под именом Dj Lazy ds. Потом са другом оснива хип хоп групу No Comment, са којом наступа у Дому омладине, СКЦ-у итд. Музику је већ продуцирао, а године 2005. пише први свој текст за песму "Без тебе", коју је посветио бившој девојци. Песме, Да ли си престала да волиш ме? и Требаш ми, са албума Једна страна моје књиге, објављен 2008. године у издању Сити Рекордса,  доживеле су велику популарност. Радио је продукцију, композицију и текстове за свој албум, иза своје продукцијске куће LAZY IDIOT PRODUCTION.
Иако су пре брака раскинули дугогодишњу везу због Маркове преваре са манекенком Сандром Обрадовић, убрзо је дошло до помирења Марије Поп-Блаженски и Марка. Године 2016. венчао се Маријом, са којом има сина Максима и ћерку Матеу.

## Дискографија

### Албуми
- Једна страна моје књиге (2008)
- Друго поглавље (2012)

### Синглови
- Реци ми шта осећаш (2009)
- Оловна рука (ремикс) (2010) са Бакијем Б3
- Требаш ми (2009)
- Да ли си престала да волиш ме (2010)
- Сада знам како ћу без тебе (2012)
- Лудим и губим се (2012)
- Лажна девојка (2012)
- Нисам глуп (2013) са ДНК
- Fake (2015)
- Сама (2018) са Марином Тадић